# 1980年のスポーツ
1980年のスポーツ（1980ねんのスポーツ）では、1980年（昭和55年）のスポーツ関連の出来事についてまとめる。

## できごと
- 1月3日 - 中島成雄が金性俊に勝利し、WBC世界ジュニアフライ級王者になった[1]
- 1月20日 - アメリカ、モスクワオリンピックボイコット正式表明
- 2月13日～24日 - 第13回レークプラシッドオリンピック開催
- 3月22日～23日 - 第1回全日本女子サッカー選手権大会開催
- 4月24日 - 国立オリンピック記念青少年総合センター発足
- 5月3日 - 第1回女子世界パワーリフティング選手権開催
- 5月24日 - 日本体育協会理事会、モスクワオリンピック不参加を決定
- 6月15日 - 第22回全米オープンゴルフで、青木功が日本人初の2位入賞
- 7月16日 - IOC第8代会長にフアン・アントニオ・サマランチ選出
- 7月19日～8月3日 - 第22回モスクワオリンピック開催
- 8月29日 - 日本選手権水泳競技大会で、長崎宏子が女子200m平泳ぎで史上初の小学生チャンピオンになる
- 10月9日 - 第1回国際女性スポーツ会議、日本プレスセンタービルで開催
- 10月21日 - 読売ジャイアンツの長嶋茂雄が監督辞任
- 11月4日 - 読売ジャイアンツの王貞治引退
- 11月26日 - 名古屋市が1988年夏季オリンピックの招請状をIOCに提出
- 11月29日～30日 - 第1回世界女子柔道選手権開催

## 総合競技大会
- 第2回ヤイロパラリンピック - 日本の獲得メダル:なし
- 第13回レークプラシッドオリンピック（2月13日～24日） - 日本の獲得メダル:金0、銀1、銅0

| 第13回レークプラシッドオリンピック       | 第13回レークプラシッドオリンピック | 第13回レークプラシッドオリンピック | 第13回レークプラシッドオリンピック | 第13回レークプラシッドオリンピック | 第13回レークプラシッドオリンピック |
| 順位                                     | 国・地域名                         | 金                                 | 銀                                 | 銅                                 | 計                                 |
| ---------------------------------------- | ---------------------------------- | ---------------------------------- | ---------------------------------- | ---------------------------------- | ---------------------------------- |
| 1                                        | ソビエト連邦                       | 10                                 | 6                                  | 6                                  | 22                                 |
| 2                                        | 東ドイツ                           | 9                                  | 7                                  | 7                                  | 23                                 |
| 3                                        | アメリカ                           | 6                                  | 4                                  | 2                                  | 12                                 |
| 4                                        | オーストリア                       | 3                                  | 2                                  | 2                                  | 7                                  |
| 5                                        | スウェーデン                       | 3                                  | 0                                  | 1                                  | 4                                  |
| 6                                        | リヒテンシュタイン                 | 2                                  | 2                                  | 0                                  | 4                                  |
| 7                                        | フィンランド                       | 1                                  | 5                                  | 3                                  | 9                                  |
| 8                                        | ノルウェー                         | 1                                  | 3                                  | 6                                  | 10                                 |
| 9                                        | オランダ                           | 1                                  | 2                                  | 1                                  | 4                                  |
| 10                                       | スイス                             | 1                                  | 1                                  | 3                                  | 5                                  |
| 詳細はレークプラシッドオリンピックを参照 |                                    |                                    |                                    |                                    |                                    |

- 第6回アーネムパラリンピック（6月21日～7月5日） - 日本の獲得メダル:金9、銀11、銅7
- 第22回モスクワオリンピック（7月19日～8月3日） - 前年のソビエト連邦のアフガニスタン侵攻に抗議してアメリカや日本を始めとした西側諸国の多くがボイコットした

| 第22回モスクワオリンピック       | 第22回モスクワオリンピック | 第22回モスクワオリンピック | 第22回モスクワオリンピック | 第22回モスクワオリンピック | 第22回モスクワオリンピック |
| 順位                             | 国・地域名                 | 金                         | 銀                         | 銅                         | 計                         |
| -------------------------------- | -------------------------- | -------------------------- | -------------------------- | -------------------------- | -------------------------- |
| 1                                | ソビエト連邦               | 80                         | 69                         | 46                         | 195                        |
| 2                                | 東ドイツ                   | 47                         | 37                         | 42                         | 126                        |
| 3                                | ブルガリア                 | 8                          | 16                         | 17                         | 41                         |
| 4                                | キューバ                   | 8                          | 7                          | 5                          | 20                         |
| 5                                | イタリア                   | 8                          | 3                          | 4                          | 15                         |
| 6                                | ハンガリー                 | 7                          | 10                         | 15                         | 32                         |
| 7                                | ルーマニア                 | 6                          | 6                          | 13                         | 25                         |
| 8                                | フランス                   | 6                          | 5                          | 3                          | 14                         |
| 9                                | イギリス                   | 5                          | 7                          | 9                          | 21                         |
| 10                               | ポーランド                 | 3                          | 14                         | 15                         | 32                         |
| 詳細はモスクワオリンピックを参照 |                            |                            |                            |                            |                            |

- 第35回栃の葉国体（冬季スケート - 北海道・1月26日～29日、冬季スキー - 北海道・2月14日～17日、夏季 - 栃木県、埼玉県、千葉県・9月7日～10日、秋季 - 栃木県・10月12日～17日）
天皇杯順位:優勝 栃木県、第2位 東京都、第3位 神奈川県
皇后杯順位:優勝 栃木県、第2位 東京都、第3位 大阪府

## アイスホッケー
- スタンレーカップ決勝（1979-1980シーズン）
ニューヨーク・アイランダース （4勝2敗） フィラデルフィア・フライヤーズ

## アメリカンフットボール
- 第14回スーパーボウル（1月20日）
ピッツバーグ・スティーラーズ(AFC) 31-19 ロサンゼルス・ラムズ(NFC)

## 競馬
- ホウヨウボーイが、有馬記念で優勝した。

## ゴルフ

### 世界4大大会（男子）
- マスターズ優勝者：セベ・バレステロス（スペイン）
- 全米オープン優勝者：ジャック・ニクラス（アメリカ）
- 全英オープン優勝者：トム・ワトソン（アメリカ）
- 全米プロゴルフ優勝者：ジャック・ニクラス（アメリカ）

全米オープンで、青木功が日本人選手のメジャー最高位となる2位入賞。ニクラスとの一騎討ちで評価を高めた。

### 日本
- 賞金王（男子）：青木功
- 賞金女王：大迫たつ子

## テニス

### グランドスラム
- 全仏オープン　男子単優勝：ビョルン・ボルグ（スウェーデン）、女子単優勝：クリス・エバート・ロイド（アメリカ）
- ウィンブルドン　男子単優勝：ビョルン・ボルグ（スウェーデン）、女子単優勝：イボンヌ・グーラゴング・コーリー（オーストラリア）
- 全米オープン　男子単優勝：ジョン・マッケンロー（アメリカ）、女子単優勝：クリス・エバート・ロイド（アメリカ）
- 全豪オープン　男子単優勝：ブライアン・ティーチャー（アメリカ）、女子単優勝：ハナ・マンドリコワ（チェコスロバキア）

ボルグがウィンブルドン選手権で前人未踏の大会「5連覇」を達成。マッケンローとの「3時間55分」に及ぶ決勝戦は、テニス史上最高の名勝負として語り継がれている。

## サッカー
- 第59回天皇杯全日本サッカー選手権大会決勝
フジタ工業 2-1 三菱重工
- 日本サッカーリーグ
1部優勝:ヤンマーディーゼル
2部優勝:本田技研工業

## 自転車競技

### トラックレース
- 世界選手権トラック競技（フランス・ブザンソン）
プロスクラッチ優勝：中野浩一（4連覇）
プロ・ケイリン優勝：ダニー・クラーク（初代優勝者）

### ロードレース
- 第63回ジロ・デ・イタリア
総合優勝：ベルナール・イノー（フランス）
- 第67回ツール・ド・フランス
総合優勝：ヨープ・ズートメルク（オランダ）
- 世界選手権
プロ・個人ロードレース優勝:ベルナール・イノー （フランス）

## バスケットボール
- NBAファイナル（1979-1980シーズン）
ロサンゼルス・レイカーズ（西） （4勝2敗） フィラデルフィア・セブンティシクサーズ（東）

## ボクシング
- 大熊正二が朴賛希に勝利し新王者になった（世界フライ級）。
- 具志堅用高がマルチン・バルガスに阿智、タイトル防衛（世界ジュニアフライ級）。
- 上原康恒がサムレル・セラノに勝ち、新王者に（世界ジュニアライト級）。

## ラグビー
- 第17回日本ラグビーフットボール選手権大会

- 第17回日本ラグビーフットボール選手権大会決勝（1月15日・国立霞ヶ丘競技場陸上競技場）
新日鉄釜石 32-6 明治大学

## 誕生
- 1月9日 - セルヒオ・ガルシア（スペイン、ゴルフ）
- 1月13日 - 加地亮（兵庫県、サッカー）
- 1月16日 - アルバート・プホルス（ドミニカ共和国、野球）
- 1月19日 - ジェンソン・バトン（イギリス、レーシングドライバー）
- 1月22日 - 石川雅規（秋田県、野球）
- 1月25日 - クリスチャン・オルソン（スウェーデン、陸上競技）
- 1月27日 - マラト・サフィン（ロシア、テニス）
- 1月28日 - 遠藤保仁（鹿児島県、サッカー）
- 1月29日 - 坂田健史（広島県、ボクシング）
- 2月9日 - 金東聖（韓国、ショートトラック・スケート）
- 2月12日 - フアン・カルロス・フェレーロ（スペイン、テニス）
- 3月9日 - 露鵬幸生（ロシア、相撲）
- 3月18日 - アレクセイ・ヤグディン（ロシア、フィギュアスケート）
- 3月21日 - ロナウジーニョ（ブラジル、サッカー）
- 3月31日 - 王建民（台湾、野球）
- 4月11日 - 玉田圭司（千葉県、サッカー）
- 4月11日 - マーク・テシェイラ（アメリカ、野球）
- 4月13日 - 萩原智子（大阪府、水泳）
- 4月21日 - マーク・サンチェス（アメリカ、アメリカンフットボール）
- 5月4日 - 大黒将志（大阪府、サッカー）
- 5月7日 - 五十嵐圭（新潟県、バスケットボール）
- 5月9日 - グラント・ハケット（オーストラリア、水泳）
- 5月15日 - ジョシュ・ベケット（アメリカ、野球）
- 5月22日 - ムリーロ・ニンジャ（ブラジル、格闘家）
- 5月30日 - スティーヴン・ジェラード（イングランド、サッカー）
- 6月2日 - 末續慎吾（熊本県、陸上競技）
- 6月3日 - 鈴木桂治（茨城県、柔道）
- 6月17日 - ビーナス・ウィリアムズ（アメリカ、テニス）
- 7月7日 - ミシェル・クワン（アメリカ、フィギュアスケート）
- 7月8日 - ロビー・キーン（アイルランド、サッカー）
- 7月16日 - 鹿島丈博（大阪府、体操競技）
- 7月21日 - 藤川球児（高知県、野球）
- 7月21日 - CC・サバシア（アメリカ、野球）
- 7月22日 - 水鳥寿思（静岡県、体操競技）
- 7月31日 - ミルズ・ムリアイナ、（ニュージーランド/サモア、ラグビー）
- 8月3日 - アルバート・クラウス（オランダ、キックボクシング）
- 8月7日 - 巻誠一郎（熊本県、サッカー）
- 8月15日 - 薪谷翠（和歌山県、柔道）
- 8月22日 - 山本聖子（神奈川県、レスリング）
- 9月12日 - 姚明（中国、バスケットボール）
- 9月13日 - 松坂大輔（東京都、野球）
- 9月27日 - 朝青龍明徳（モンゴル、相撲）
- 9月30日 - マルチナ・ヒンギス（スロバキア→スイス、テニス）
- 10月5日 - 田臥勇太（神奈川県、バスケットボール）
- 10月17日 - エカテリーナ・ガモワ（ロシア、バレーボール）
- 10月19日 - アンナ＝カリン・キャンメルリング（スウェーデン、水泳）
- 10月20日 - 山村宏太（東京都、バレーボール）
- 10月27日 - 大菅小百合（北海道、スピードスケート）
- 10月29日 - 横沢由貴（群馬県、柔道）
- 10月30日 - 杉内俊哉（福岡県、野球）
- 10月30日 - チェ・ホンマン（韓国、キックボクシング）
- 10月31日 - 中村憲剛（東京都、サッカー）
- 11月14日 - 坂本直子（兵庫県、マラソン）
- 11月18日 - C.J.ウィルソン（アメリカ、野球）
- 11月21日 - 冨田洋之（大阪府、体操競技）
- 11月23日 - ジョナサン・パペルボン（アメリカ、野球）
- 12月20日 - アシュリー・コール（イギリス、サッカー）
- 12月28日 - 村田修一（福岡県、野球）
- 12月31日 - 村主章枝（千葉県、フィギュアスケート）
- 12月31日 - リッチー・マコウ（ニュージーランド、ラグビー）

## 死去
- 1月4日 - 石井庄八（東京都、レスリング、*1926年）
- 1月7日 - シモーヌ・マチュー（フランス、テニス、*1908年）
- 1月16日 - 栗田勝（愛知県、競馬、*1932年）
- 2月11日 - パーボ・イリェレ（フィンランド、陸上競技、*1906年）
- 2月28日 - ヤドヴィガ・イェンジェヨフスカ（ポーランド、テニス、*1912年）
- 3月31日 - ジェシー・オーエンス（アメリカ、陸上競技、*1913年）
- 5月12日 - 宗道臣（岡山県、武術家、*1911年）
- 6月18日 - アンドレ・ルデュック（フランス、自転車競技、*1904年）
- 8月1日 - パトリック・デパイユ（フランス、レーシングドライバー、*1944年）
- 8月23日 - ゲルハルト・ハナッピ（オーストリア、サッカー、*1929年）
- 9月3日 - 藤田宗一（大阪府、野球、*1914年）
- 10月27日 - 小川正太郎（和歌山県、野球、*1910年）
- 11月15日 - ハリ・アルバ（フィンランド、陸上競技、*1906年）
- 11月25日 - ハーバート・フラム（アメリカ、テニス、*1928年）